# Peregrine Phillips
Peregrine Phillips (* 1800 in Bristol; † 1888) war ein britischer Chemiker.
Phillips meldete 1831 das Kontaktverfahren zur Herstellung von Schwefelsäure zum Patent an. Bei dem von ihm beschriebenen Verfahren wird Platin als Katalysator genutzt. Es gibt keinerlei Hinweise auf eine industrielle Umsetzung zu seiner Zeit, sie setzte erst rund 50 Jahre später ein (in Freiberg 1875).
Phillips war der Sohn eines Schneiders und arbeitete wahrscheinlich im Weingeschäft von Thorne in Bristol. Kurz nach seiner Patentanmeldung verließ er Bristol. Ansonsten ist kaum etwas über ihn bekannt.